# Coregonus nobilis
Coregonus nobilis, am Vierwaldstättersee als Edelfisch bezeichnet, ist ein Süßwasserfisch aus der Unterfamilie Coregoninae in der Ordnung der Lachsartigen (Salmoniformes).

## Merkmale
Coregonus nobilis hat eine heringsähnliche Gestalt, er glänzt silbrig. Wie alle Maränen verfügt er über eine Fettflosse. Er erreicht eine maximale Länge von 34 cm.

## Vorkommen
Coregonus nobilis ist im Vierwaldstättersee in der Schweiz endemisch. Aufgrund der dort zu diesem Zeitpunkt vorherrschenden Gewässereutrophierung wurde er in den 1970ern für ausgestorben gehalten, doch nach der Jahrtausendwende fiel auf, dass er sich im See gehalten hatte. Da sich die Wasserqualität heute wieder verbessert, scheint auch seine Population anzuwachsen. In der Roten Liste der IUCN ist Coregonus nobilis als ungefährdet (Least Concern) aufgeführt.

## Lebensweise
Coregonus nobilis lebt pelagisch und hält sich vornehmlich in einer Tiefe zwischen 5 und 30 m auf, zum Laichen zieht er jedoch in den Monaten von Juli bis September auch in Tiefen zwischen 80 und 200 m. Hauptsächlich ernährt er sich von Krebstieren.